# Делтоидни мишић
Делтоидни мишић лат. musculus deltoideus је спољашњи мишић рамена. Назив је добио по троугластом облику, налик грчког слова Δ.

## Опис

### Анатомија
Анатомки, мишић се дели на три дела:
- Предњи или клавикуларни сноп мишића који се налази на антеро-супериорној ивици бочне трећине кључне кости.
- Средњи или акромални сноп мишића који се налази на горњој ивици слободног дела акромиона лопатице.
- Задњи или кичмени сноп мишића који се налази на доњој граници лопатице.

### Инервација
Делтоидни мишић је инервиран од стране аксиларног живца који излази из ручног сплета (корен C5, C6).